# Holzfurtermühle
Holzfurtermühle ist eine Ortsbezeichnung im Gemeindelexikon für das Königreich Preußen von 1885 für eine Wohnstätte in der Gemeinde Eitorf. Die in der Ortsliteratur nicht erwähnte Bezeichnung für eine an einer Furt liegenden Mühle lässt eine Lokalisierung nicht zu. Der Ortsteil wurde mit einer Wohnstätte und drei Einwohnern eingetragen. 1877 wohnte hier der Müller Peter Wilhelm Eudenbach.